# Mitsubishi Xpander
Der Mitsubishi Xpander ist ein siebensitziger kompakter Van des japanischen Automobilherstellers Mitsubishi, der in Indonesien, Malaysia und Vietnam hauptsächlich für den asiatischen Markt hergestellt wird. 

## Übersicht
Das Design wurde durch das XM Concept vorgestellt, das erstmals auf der 24. Gaikindo Indonesia International Auto Show im August 2016 gezeigt wurde. Die offiziellen Teaser-Bilder des Fahrzeugs wurden am 17. Juli 2017 auf der Website von Mitsubishi Motors veröffentlicht.
Das Auto wird seit Oktober 2017 in Indonesien verkauft und auch in verschiedene andere, vorwiegend südostasiatische Länder exportiert. Auch in verschiedenen Ländern Afrikas, im Mittleren Osten sowie in Teilen Süd- und Mittelamerikas wird der Van inzwischen angeboten. In Europa ist der Xpander nicht erhältlich. In einigen asiatischen Ländern wie den Philippinen ersetzt er den Mitsubishi Zinger. 
Zunächst wurden alle Modelle von einem 1,5-Liter-Ottomotor angetrieben, der 77 kW (105 PS) leistet. Im Februar 2024 wurde dann noch ein 1,6-Liter-Otto-Hybrid mit einer Systemleistung von 85 kW (116 PS) eingeführt.
Vom Xpander ist auch eine Crossover-inspirierte Variante namens Xpander Cross erhältlich. Am 8. November 2021 wurde eine überarbeitete Version des Xpander vorgestellt.

## Technische Daten
| Kenngrößen                        | 1.5                                                               | 1.6 HEV                     |
| Bauzeitraum                       | seit 2017                                                         | seit 2024                   |
| Motorkenndaten                    |                                                                   |                             |
| Motortyp                          | R4-Ottomotor                                                      | R4-Ottomotor + Elektromotor |
| Hubraum                           | 1499 cm³                                                          | 1590 cm³                    |
| max. Leistung Verbrennungsmotor   | 77 kW (105 PS) bei 6000/min                                       | 70 kW (95 PS) bei 5100/min  |
| max. Leistung Elektromotor        | —                                                                 |                             |
| max. Systemleistung               | —                                                                 | 85 kW (116 PS)              |
| max. Drehmoment Verbrennungsmotor | 141 Nm bei 4000/min                                               | 134 Nm bei 4500/min         |
| max. Drehmoment Elektromotor      | —                                                                 |                             |
| max. Systemdrehmoment             | —                                                                 | 255 Nm                      |
| Kraftübertragung                  |                                                                   |                             |
| Antrieb                           | Vorderradantrieb                                                  | Vorderradantrieb            |
| Getriebe                          | 5-Gang-Schaltgetriebe, 4-Gang-Automatikgetriebe oder CVT-Getriebe | CVT-Getriebe                |
| Messwerte                         |                                                                   |                             |
| Höchstgeschwindigkeit             | 170 km/h                                                          | k. A.                       |
| Beschleunigung, 0–100 km/h        | 12,7–15,4 s                                                       | k. A.                       |
| Tankinhalt                        | 45 l                                                              | 40 l                        |

## Nissan Livina
Eine neu gestaltete Variante des Xpander, die sich vor allem in der Front- und Heckpartie unterscheidet, wird von Nissan seit Februar 2019 als Livina in Indonesien verkauft.

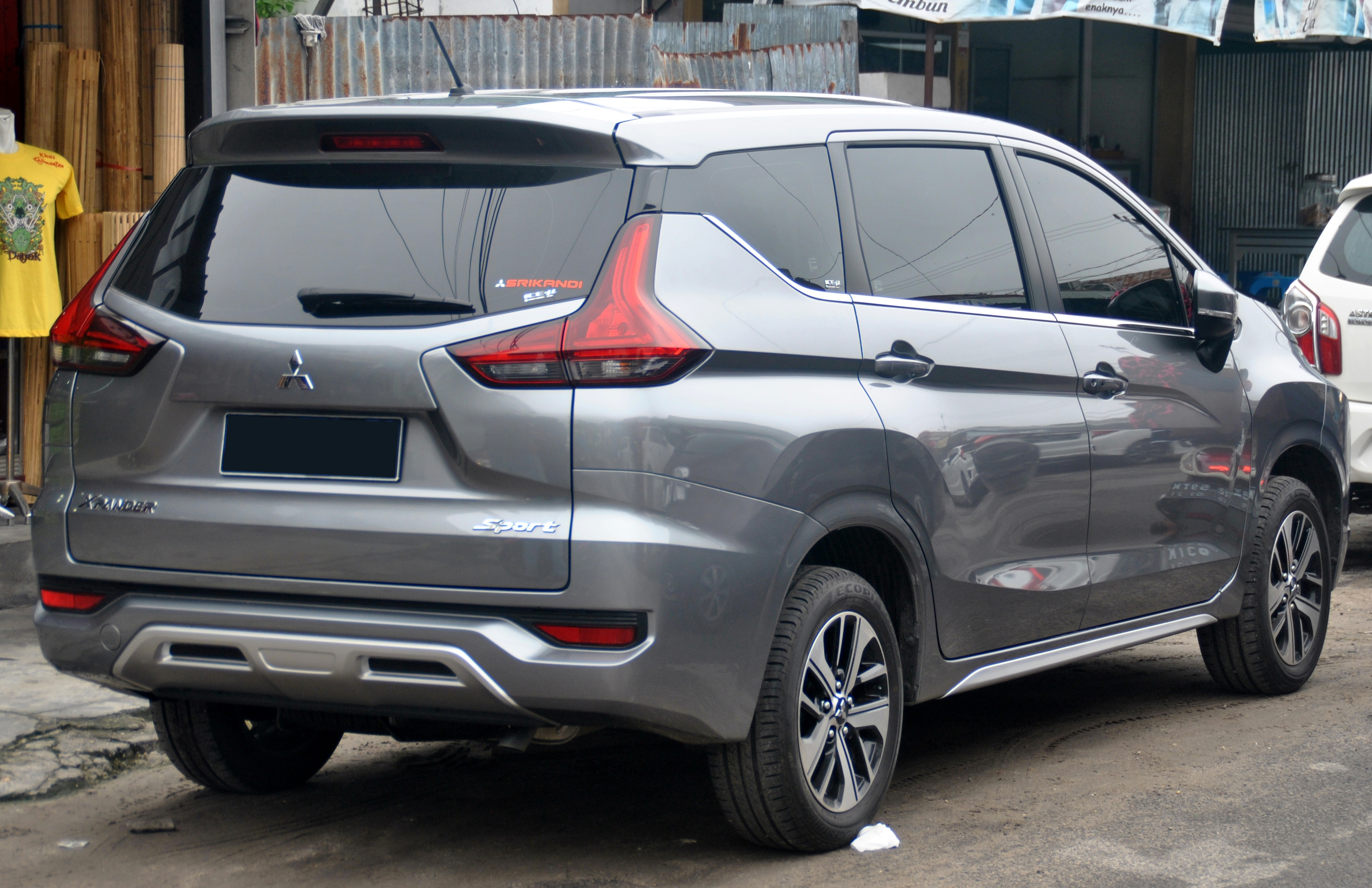
Heckansicht
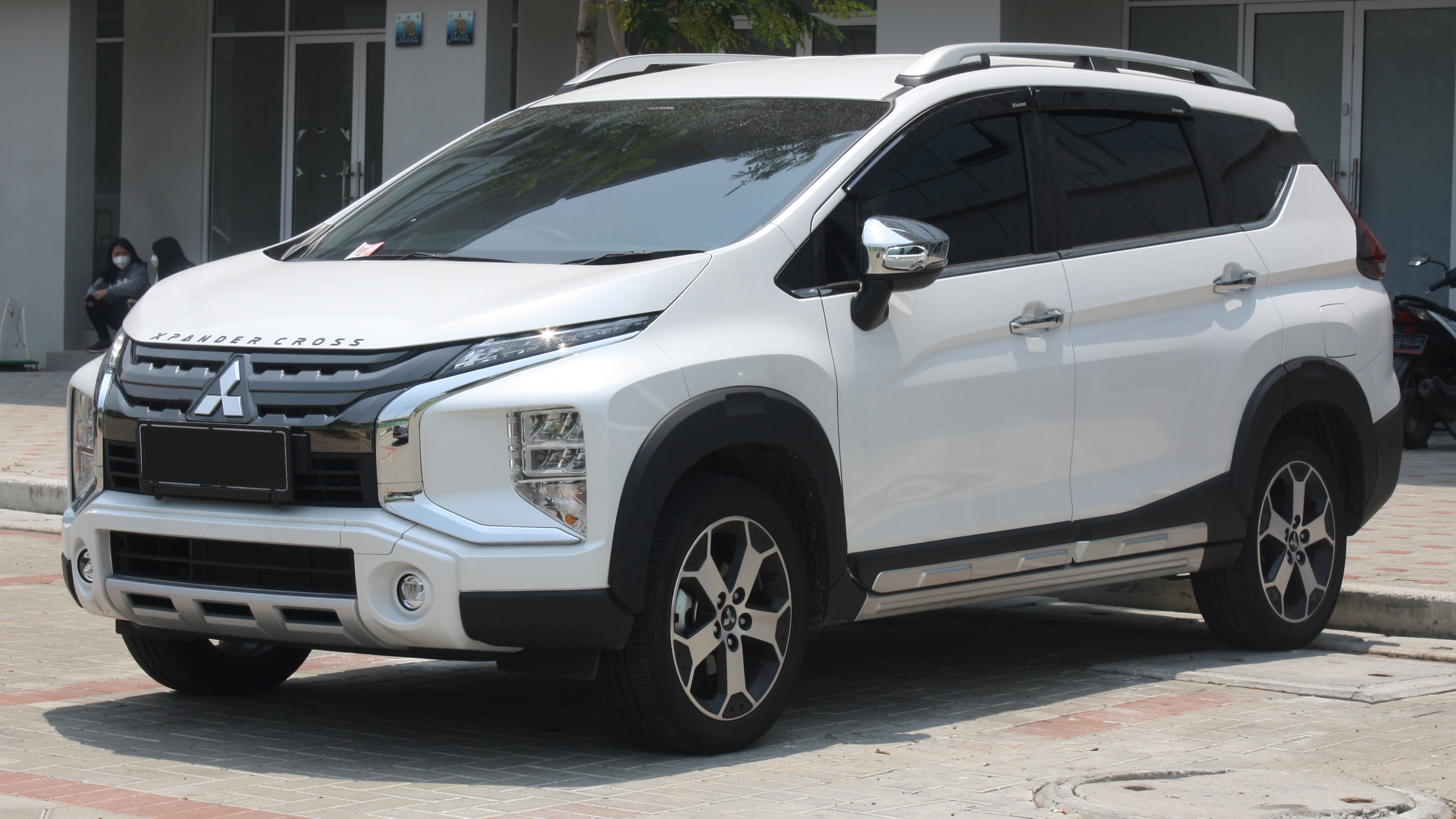
Mitsubishi Xpander Cross
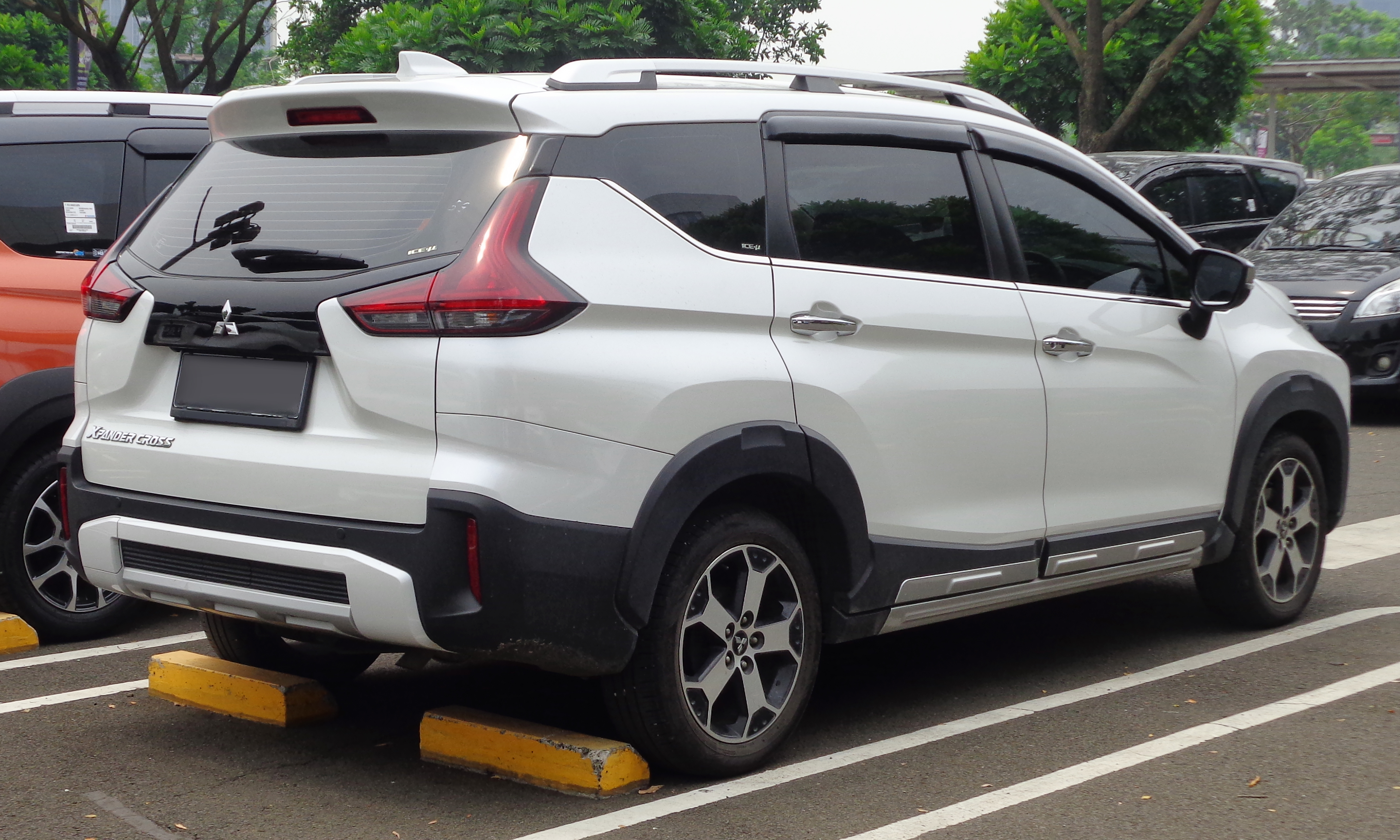
Heckansicht
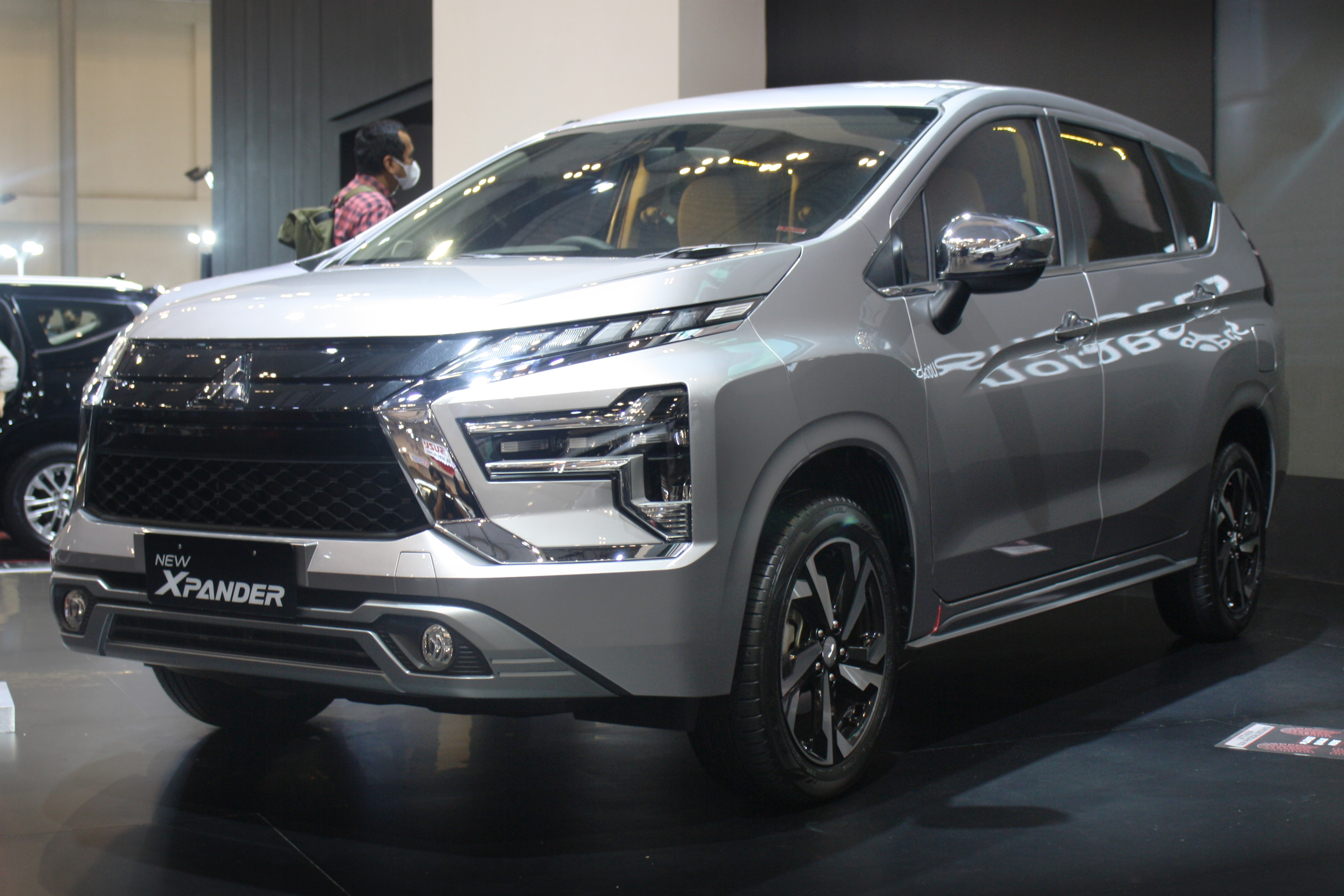
Mitsubishi Xpander (seit 2021)
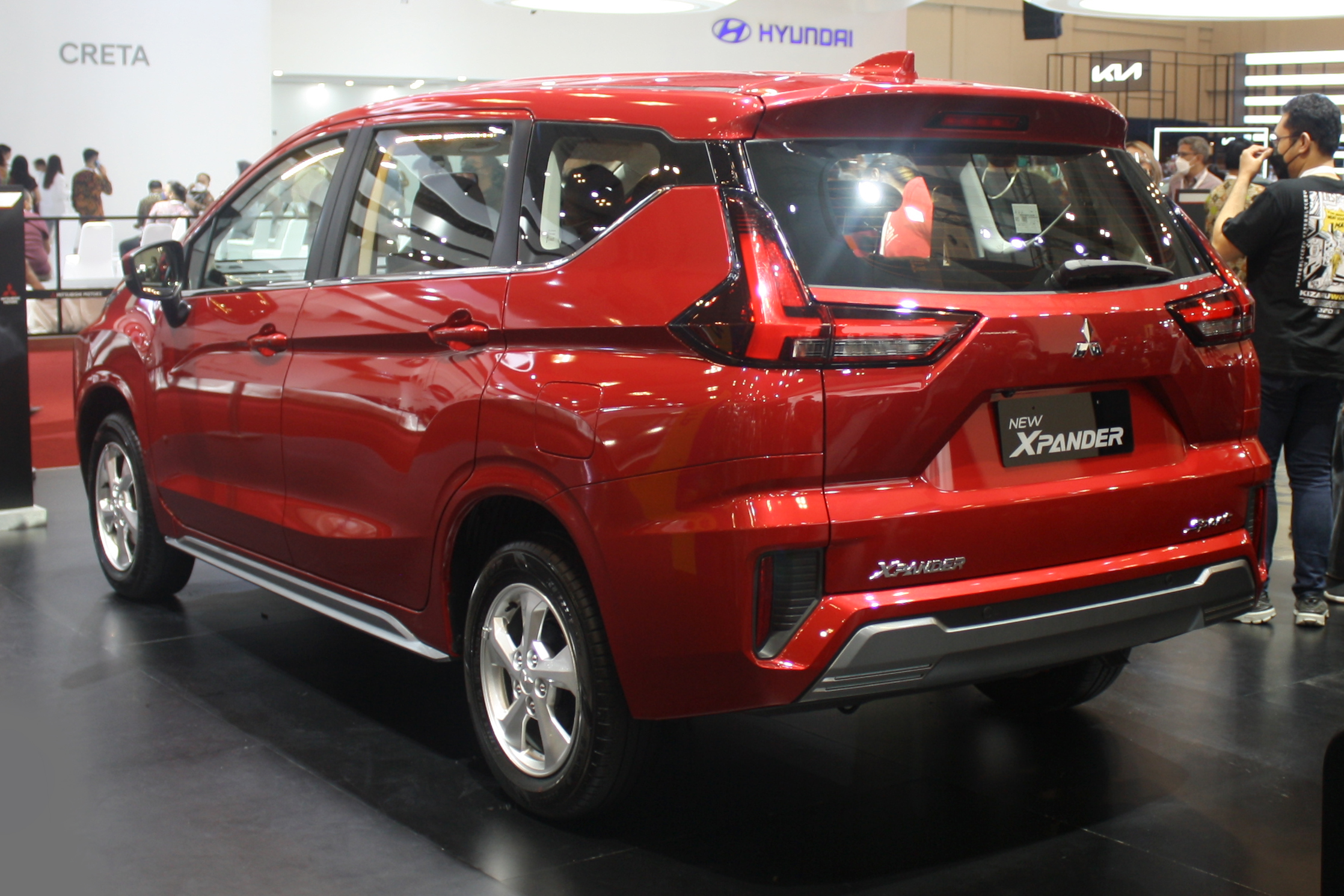
Heckansicht
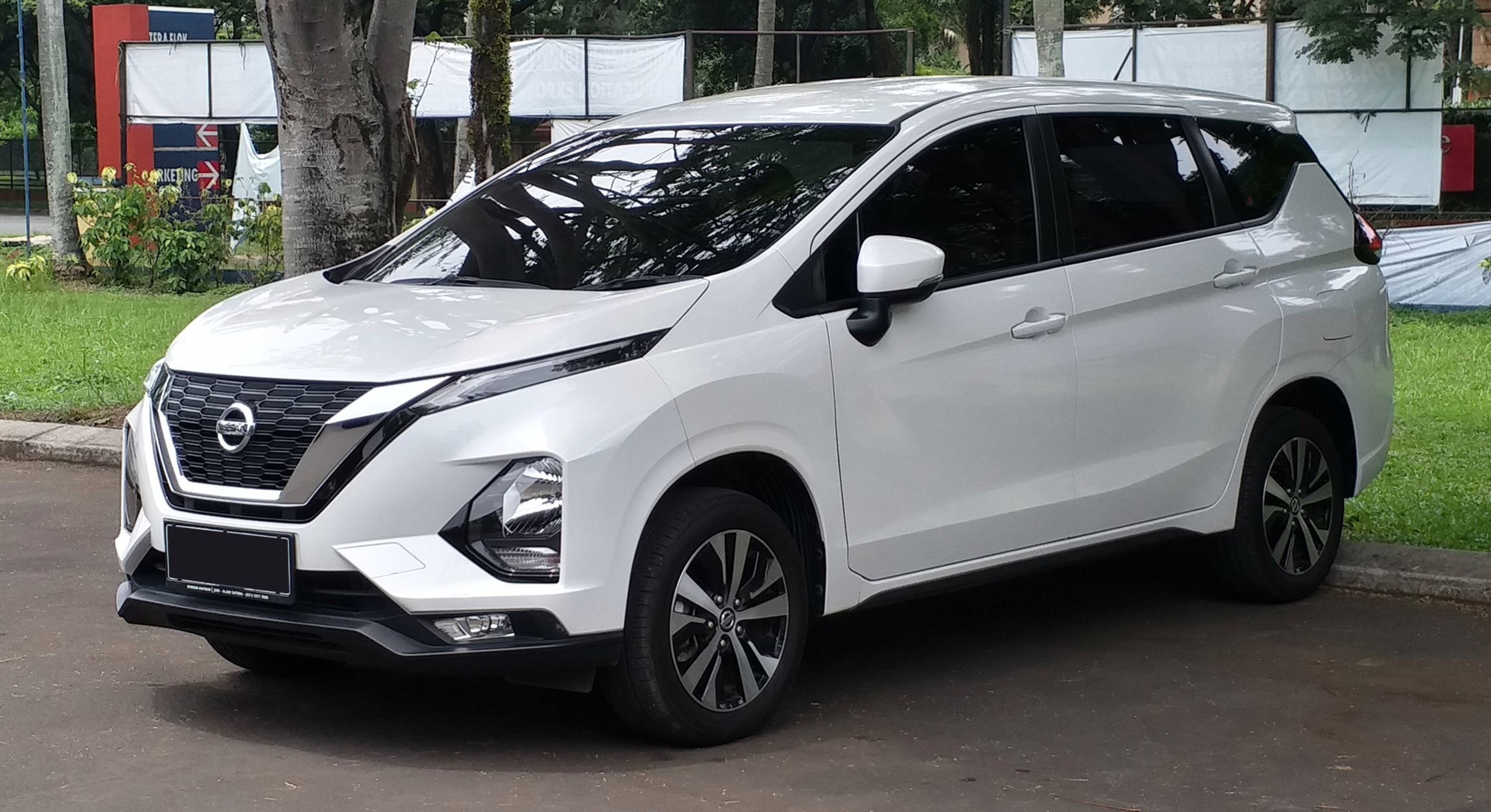
Nissan Livina (seit 2019)